# ГЕС Wylie
ГЕС Wylie – гідроелектростанція у штаті Південна Кароліна (Сполучені Штати Америки). Знаходячись між ГЕС Маунтін-Айленд  (вище по течії) та ГЕС Фішінг-Крік (37 МВт), входить до складу каскаду на річці Катавба (в нижній течії Ватірі), яка дренує східний схил хребта Блу-Рідж (Аппалачі) та є лівим витоком річки Санті (впадає до Атлантичного океану за шість десятків кілометрів на північний схід від Чарлстону).  
Ще в 1904-му річку перекрили греблею, котра у 1924-1925 роках була підсилена та доповнена гідрогенеруючими потужностями. Наразі у руслі Катавби розташовується бетонна гравітаційна споруда висотою 36 метрів та довжиною 435 метрів, до якої праворуч прилягає земляна ділянка довжиною 486 метрів, котра потребувала 994 тис м3 породи. Гребля утримує витягнуте по долині річки на 52 км водосховище з площею поверхні 49,3 км2 та корисним об’ємом 49,5 млн м3.  
Пригреблевий машинний зал обладнали чотирма турбінами типу Френсіс потужністю по 18 МВт (загальна номінальна потужність станції рахується як 69 МВт), які використовують напір у 21,3 метра.
Видача продукції відбувається по ЛЕП, розрахованій на роботу під напругою 44 кВ.